# Tidworth
Tidworth – miasto i civil parish w Wielkiej Brytanii, w południowej Anglii, w hrabstwie Wiltshire, w dystrykcie (unitary authority) Wiltshire. 22 lutego 1974 roku urodził się tam James Blunt, brytyjski piosenkarz. W 2011 roku civil parish liczyła 10 621 mieszkańców. Civil parish tworzą miejscowości North i South Tidworth.